# ديفيد كلارك (لاعب كريكت بريطاني)
ديفيد كلارك (26 يونيو 1967 في المملكة المتحدة - ) (بالإنجليزية: David Clarke)‏ هو لاعب كريكت بريطاني. لعب مع نادي مقاطعة بيدفوردشير للكريكت ‏.

## وصلات خارجية
- دايفيد كلارك على موقع إي آس بي آن كريك إنفو (الإنجليزية)